# Karin Baal
Karin Baal, född 19 september 1940 i Wedding, Berlin, död 26 november  2024 i Berlin,  var en tysk skådespelare. Baal filmdebuterade 1956 och gjorde under 1950- och 1960-talen flera huvudroller i tysk film som målmedvetna unga kvinnor. Hon fortsatte medverka i tyska filmer och TV-produktioner in på 2000-talet.

## Filmografi, urval
- 1956 – Förvildad ungdom
- 1958 – Rosemarie – glädjeflickan
- 1960 – Lockfågeln
- 1960 – Wir Kellerkinder
- 1964 – Döden väntar i Venedig
- 1969 – Hannibal Brooks
- 1970 – Mannen i svart
- 1977 – ...men naggande god
- 1981 – Lili Marleen
- 1981 – Lola
- 1981 – Ängel av järn
- 1986 – Rosa Luxemburg
- 2001 – Tunnel 29
- 2001 – Sass